# Messapie
| - Ligures. - Vénètes. - Étrusques. - Picéniens. - Ombriens. | - Latins. - Osques. - Messapes. - Grecs. - Sicules. |

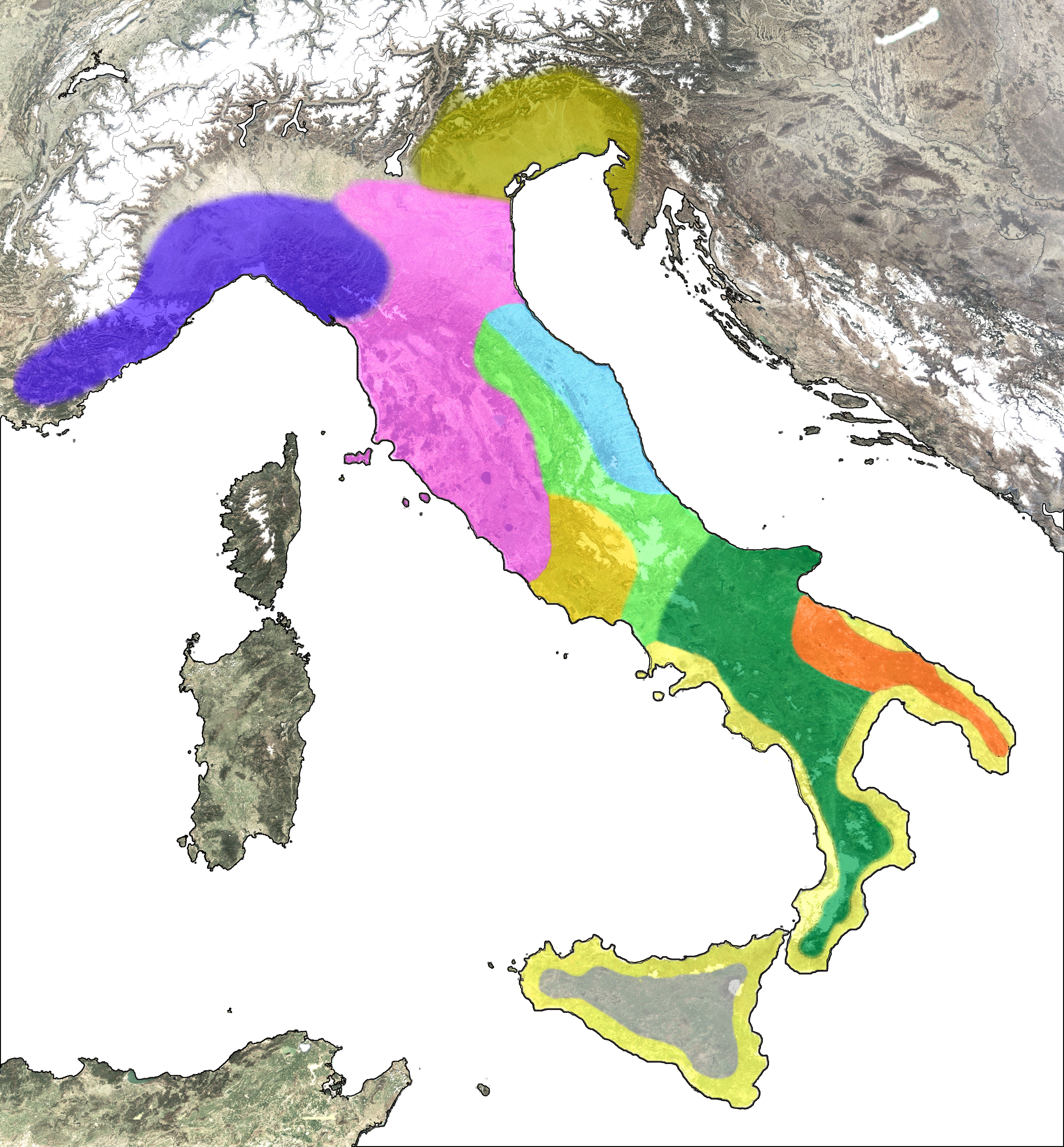
Les peuples dans la péninsule italienne au début de l'âge du fer :

La Messapie fut le nom de la région d'Italie correspondant globalement au Salento durant la période classique. Elle fut peuplée par les Messapes.